# Fugleflugtslinjen

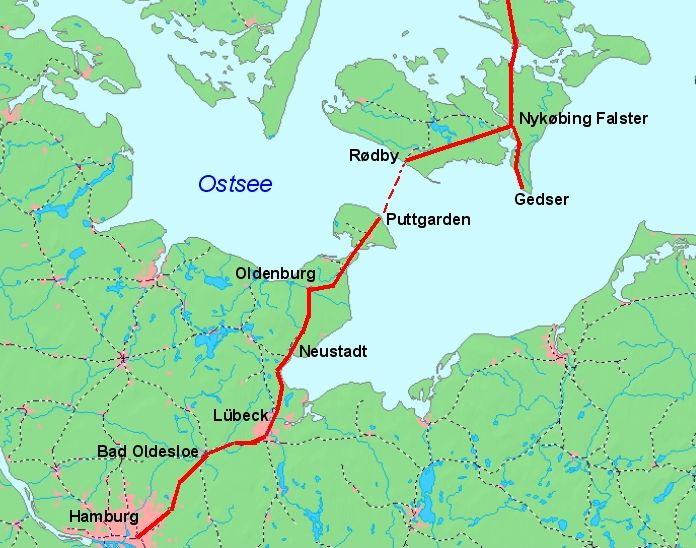
Carte de la liaison.

Le Fugleflugtslinjen (danois) ou Vogelfluglinie (allemand) (littéralement « La ligne du vol d'oiseau ») était une liaison maritime et ferroviaire entre Hambourg en Allemagne et Copenhague au Danemark.
Comme le suggère son nom, cet endroit est également un important point de passage de la migration des oiseaux entre la Scandinavie et l'Europe centrale.

## Ferry

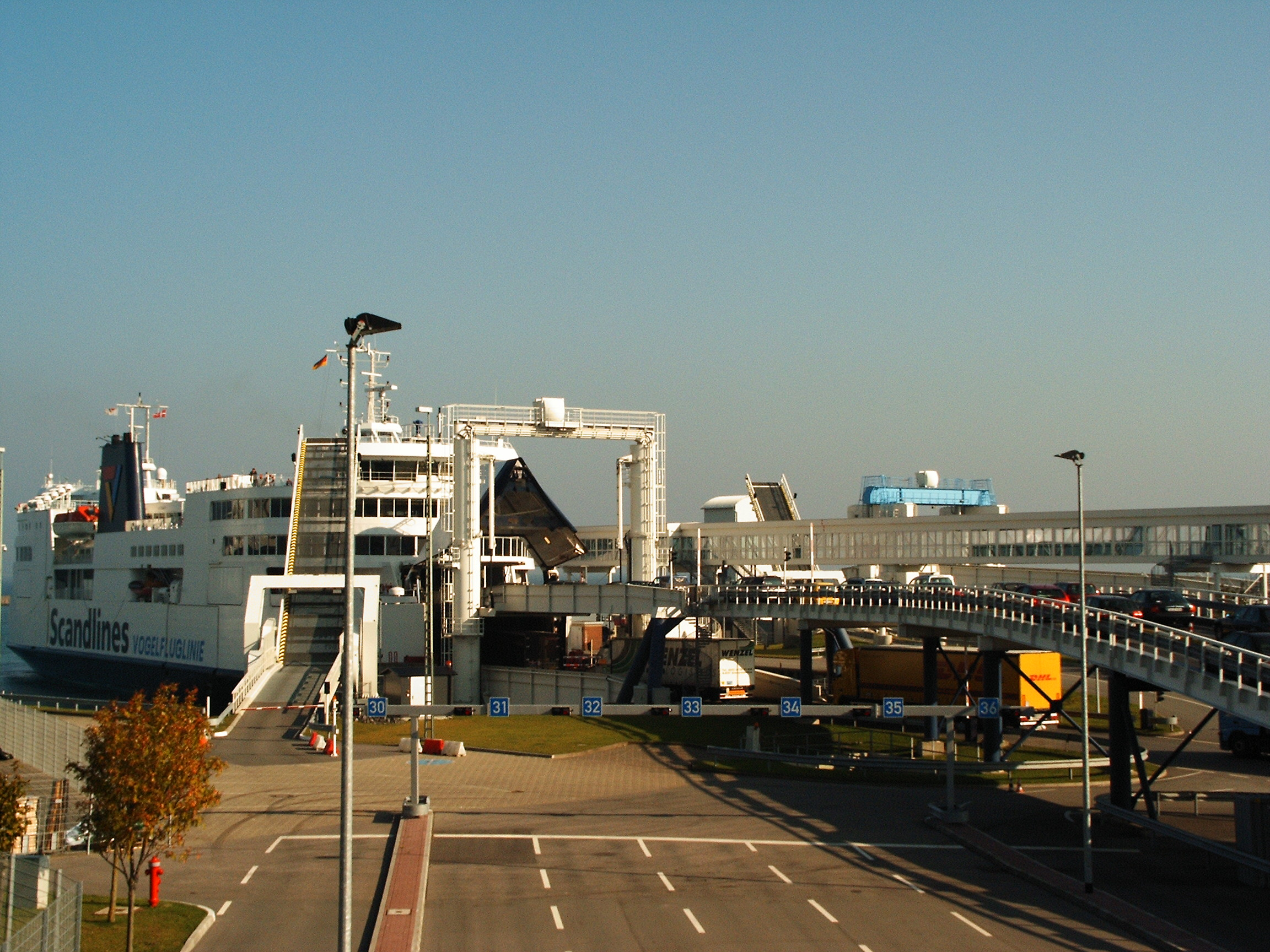
Un ferry à Puttgarden. Les trains et des autos entrent par la rampe inférieure. La rampe supérieure est réservée aux autos.

Le cœur de la liaison est le ferry qui traverse le Fehmarn Belt entre Rødby (au Danemark) et Puttgarden (en Allemagne). Cette ligne est exploitée par Scandlines. Les ferrys partent toutes les demi-heures et font le trajet en 45 minutes, 24 heures sur 24. Ils accueillent à la fois les automobiles et les trains.
Le lien fixe du Fehmarn Belt, un tunnel sous-marin, devrait remplacer à terme les ferrys. Les négociations germano-danoises de 2007 ont débouché sur un accord pour son achèvement en 2028, essentiellement sur fonds danois.

## Histoire
Déjà en 1863, l'ingénieur allemand Kröhnke avait soumis un projet de liaison ferroviaire et routière entre Copenhague et Hambourg via Rødby. En 1866, Kröhne reçoit l'autorisation du gouvernement danois d'établir un terminal ferry ainsi qu'une liaison ferroviaire à Syltholm, près de Rødby.
Cependant les travaux sont bientôt à l'arrêt. Ce n'est que dans les années 1920 que l'opérateur ferroviaire allemand envisage à nouveau le projet.
En 1941 est adoptée la « loi de construction d'une autoroute allant du port de Rødby au pont de Storstrøm, comprenant un pont au-dessus du Guldborgsund ».
Les travaux du côté danois commencent le 14 septembre 1941, s'interrompent en 1946, puis reprennent en 1949. La liaison est inaugurée le 14 mai 1963 par le roi Frédéric IX de Danemark et le président allemand Heinrich Lübke.
La ligne est fermée définitivement le 14 décembre 2019.